# Descendants of the Sun
Descendants of the Sun (Hangul: 태양의 후예; Taeyangui Huye) is een Zuid-Koreaanse dramaserie, uitgezonden in 2016 op KBS2 met in de hoofdrollen Song Joong-ki, Song Hye-kyo, Kim Ji-won en Jin Goo.

## Plot
Yoo Si-jin (Song Joong-ki) is het hoofd van de speciale eenheid van het Zuid-Koreaanse leger. Hij pakt samen met sergeant majoor Seo Dae-young (Jin Goo) een motordief. De dief raakt gewond bij de aanhouding en wordt naar het ziekenhuis gebracht. Dae-young realiseert zich dat zijn telefoon is gestolen door de dief en gaat naar het ziekenhuis om zijn telefoon terug te halen.
Op de eerste hulp ontmoet Si-jin dokter Kang Mo-yeon (Song Hye-kyo) voor de eerste keer en wordt gelijk verliefd op haar. Mo-yeon denkt dat hij deel uitmaakt van de criminele bende van de motordief. Hij bewijst tegenover haar dat hij een soldaat is, met hulp van Yoon Myeong-joo (Kim Ji-won), legerarts.
Si-jin en Mo-yeon beginnen met daten, maar door het werk van beiden komt er niet zoveel van terecht. Si-jin wordt opgedragen een vredesmissie te leiden in het fictieve land Urk. Ondertussen stoort Mo-yeon zich aan het feit dat ze niet tot professor gepromoveerd wordt door de gegoede achtergrond van een van haar collega's. Wanneer Si-jin en Mo-yeon elkaar weer zien, praten ze over de manier waarop zij tegen het leven aankijken en realiseren ze zich hoe verschillend ze zijn. Si-jin, als een soldaat, moet moorden om mensen te beschermen en Mo-yeon, als een dokter, probeert elk leven te redden. Ze zeggen elkaar vaarwel.
Acht maanden later wijst Mo-yeon de seksuele avances van het hoofd van het ziekenhuis Han Suk-won (Tae In-ho) af en hierdoor wordt haar opgedragen een medisch team te leiden in Urk. Daar ontmoeten Si-jin en Mo-yeon elkaar en worden weer verliefd op elkaar.

## Rollen

### Hoofdrollen
- Song Joong-ki als Commandant Yoo Si-jin (Big Boss)[1]
- Song Hye-kyo als Dokter Kang Mo-yeon (Beauty)[2]
- Kim Ji-won als Eerste Luitenant Yoon Myung-ju
- Jin Goo als Sergeant Majoor Seo Dae-young (Wolf)
- Kang Shin-il als Luitenant-generaal Yoon (Yellow Tiger) (Myung-joo's vader)
- Onew als Lee Chi-hoon (eerstejaars afgestudeerde bij Thoraxchirurgie)

### Leger bij Taebaek
- Kim Byeong-cheol als Luitenant-kolonel Park Byeong-su
- Park Hoon als Sergeant Choi Woo-geun (Snoopy)
- Choi Woong als Sergeant Gong Cheol-ho (Harry Potter)
- Ahn Bo-hyun als Sergeant Im Gwang-nam (Piccolo)
- Kim Min-seok als Korporaal Kim Gi-beom

### Medisch team van het Haesung Ziekenhuis
- Lee Seung-joon als hoofdchirurg Song Sang-hyun
- Seo Jeong-yeon als hoofd van de Eerste Hulp Ha Ja-ae
- Park Hwan-hee als zuster op de Eerste Hulp Choi Min-ji

## Productie
Descendants of the Sun is volledig geproduceerd voorafgaand aan de uitzending op televisie, wat anders is dan de manier waarop Koreaanse dramaseries normaal gesproken worden opgenomen, namelijk enkele dagen voorafgaand aan de uitzending of op de dag zelf. De drama-serie is het eerste project van Song Joong-ki na zijn verplichte twee jaar dienstplicht.
Op 12 juni 2015 werden de eerste scènes van hoofdrolspelers Song Joong-ki en Song Hye-kyo opgenomen in Seoel. Op 28 september 2015 vertrok de gehele cast en crew naar Griekenland. Het team verbleef daar voor een maand om de belangrijkste scènes van de serie op te nemen. Volgens Griekse websites en blogs vonden de opnames plaats op onder andere Zakynthos, Arachova en Lemnos.
In de vroege morgen van 30 december 2015 werd de laatste scène van de serie opgenomen.

## Kijkcijfers
In de onderstaande tabel staan de blauwe cijfers voor de laagste kijkcijfers en de rode cijfers voor de hoogste kijkcijfers.
| Aflevering            | Uitzendingsdatum | Percentage kijkers | Percentage kijkers | Percentage kijkers | Percentage kijkers | Percentage kijkers |
| Aflevering            | Uitzendingsdatum | TNmS Ratings       | TNmS Ratings       | AGB Nielsen        | AGB Nielsen        |                    |
| Aflevering            | Uitzendingsdatum | Nationaal          | Regio Seoul        | Nationaal          | Regio Seoul        |                    |
| --------------------- | ---------------- | ------------------ | ------------------ | ------------------ | ------------------ | ------------------ |
| 1                     | 24 februari 2016 | 12.6% (7de)        | 12.7% (4de)        | 14.3% (4de)        | 14.4% (4de)        |                    |
| 2                     | 25 februari 2016 | 13.5% (6de)        | 14.5% (4de)        | 15.5% (3de)        | 16.0% (4de)        |                    |
| 3                     | 2 maart 2016     | 21.8% (2de)        | 22.7% (1ste)       | 23.4% (2de)        | 24.6% (2de)        |                    |
| 4                     | 3 maart 2016     | 22.9% (2de)        | 23.5% (2de)        | 24.1% (2de)        | 25.1% (2de)        |                    |
| 5                     | 9 maart 2016     | 24.6% (2de)        | 26.3% (1ste)       | 27.4% (1ste)       | 29.2% (1ste)       |                    |
| 6                     | 10 maart 2016    | 25.4% (2de)        | 27.6% (1ste)       | 28.5% (1ste)       | 29.8% (1ste)       |                    |
| 7                     | 16 maart 2016    | 27.0% (2de)        | 28.9% (1ste)       | 28.3% (1ste)       | 30.1% (1ste)       |                    |
| 8                     | 17 maart 2016    | 25.9% (2de)        | 28.7% (1ste)       | 28.8% (1ste)       | 30.5% (1ste)       |                    |
| 9                     | 23 maart 2016    | 29.7% (1ste)       | 32.3% (1ste)       | 30.4% (1ste)       | 31.0% (1ste)       |                    |
| 10                    | 24 maart 2016    | 28.8% (1ste)       | 31.0% (1ste)       | 31.6% (1ste)       | 33.3% (1ste)       |                    |
| 11                    | 30 maart 2016    | 29.1% (2de)        | 31.3% (1ste)       | 31.9% (1ste)       | 33.5% (1ste)       |                    |
| 12                    | 31 maart 2016    | 31.1% (1ste)       | 33.9% (1ste)       | 33.0% (1ste)       | 34.3% (1ste)       |                    |
| 13                    | 6 april 2016     | 30.4% (1ste)       | 33.7% (1ste)       | 33.5% (1ste)       | 35.0% (1ste)       |                    |
| 14                    | 7 april 2016     | 31.1% (1ste)       | 33.5% (1ste)       | 33.0% (1ste)       | 35.6% (1ste)       |                    |
| 15                    | 13 april 2016    | 31.1% (1ste)       | 35.6% (1ste)       | 34.8% (1ste)       | 37.5% (1ste)       |                    |
| 16                    | 14 april 2016    | 35.3% (1ste)       | 40.5% (1ste)       | 38.8% (1ste)       | 41.6% (1ste)       |                    |
| Gemiddelde            | Gemiddelde       | 26.27%             | 28.54%             | 28.58%             | 30.09%             |                    |
| Speciale afleveringen | 20 april 2016    | 15.3% (1ste)       | 16.6% (1ste)       | 17.7% (1ste)       | 19.5% (1ste)       |                    |
| Speciale afleveringen | 21 april 2016    | 12.3% (1ste)       | 13.9% (1ste)       | 13.6% (1ste)       | 14.7% (1ste)       |                    |
| Speciale afleveringen | 22 april 2016    | 10.9% (1ste)       | 11.8% (1ste)       | 12.2% (1ste)       | 13.2% (1ste)       |                    |

## Internationaal
- Productiebedrijf Next Entertainment World maakte bekend dat de rechten van de drama verkocht is aan 32 landen, waaronder Nederland en België.[13]
- In China wordt het op hetzelfde tijdstip als in Zuid-Korea uitgezonden op de online streamingdienst iQiyi, waar het al meer dan 1,5 miljard keer gestreamd is.[14] De populariteit van de serie wekte bezorgdheid op bij het ministerie van Openbare Veiligheid van China, met het plaatsen van een bericht op het socialemediaplatform Weibo waarin wordt gezegd dat "het kijken van Koreaanse drama's gevaarlijk kan zijn, en dat het zelfs kan leiden tot juridische problemen." Het maakt deel uit van een groeiende onrust onder Chinese politici die zich zorgen maken over de toenemende invloed van de Koreaanse popcultuur op de Chinese bevolking sinds het vergelijkbare succes van My Love from the Star in 2014.[15]
- In Indonesië zal de serie in het tweede kwartaal van 2016 worden uitgezonden op Indosiar.[16]
- In Japan zal de serie in juni 2016 uitgezonden worden op Eisei Gekijou. Er wordt geclaimd dat de serie is verkocht voor $100.000 per aflevering.[17]
- In Maleisië is de serie online te zien op Viu, met Engelse en Maleisische ondertiteling.[18][19]
- In de Filipijnen zal GMA Network de serie in de loop van 2016 uitzenden.[20]
- In Singapore is de serie online te zien op Viu, met Engelse en Chinese ondertiteling.[21]
- Internationaal is de serie online te bekijken op Viki met ondertiteling in vele talen, mogelijk gemaakt door de gemeenschap van vrijwilligers. Elke aflevering is te zien enkele uren na de originele uitzending in Zuid-Korea.[22] De drama is ook te zien op het kanaal van KBS World op YouTube met Engelse ondertiteling.[23]